# Christoph Heinrich von Ammon
Christoph Heinrich Ammon seit 23. Januar 1742 Christoph Heinrich von Ammon (* 11. Dezember 1713 in Halberstadt; † 27. Februar 1783 anderes Datum 25. Februar 1783 in Berlin) war ein preußischer Jurist und Diplomat.

## Leben

### Familie
Christoph Heinrich von Ammon entstammte dem preußischen Adelsgeschlecht von Ammon, das aus der Schweiz stammte, und er war der zweite Sohn des preußischen Hofrats und Richter der Französischen Kolonie in Halberstadt, Bernhard von Ammon (* 10. Juni 1676 in Bruck bei Bern; 2. Juli 1734 in Berlin) und dessen Ehefrau Louise (geb. d‘ Alençon) (* 2. Februar 1693 in Berlin; † 1. März 1752). Von seinen Geschwistern sind namentlich bekannt:
- August Ernst von Ammon (* 1710);
- Isaac Bernhard von Ammon (* 17. November in Berlin 1711; † 1782), Hofrat, Direktor der Französischen Kolonie in Magdeburg; verheiratet mit Magdalena Sara (geb. Zollikoffer von Altenklingen) (* 12. Juni 1715 in Bern; † 7. Juli 1754 in Halberstadt);
- Marie Louise von Ammon (* 13. Oktober 1715);
- Georg Friedrich von Ammon (* 29. Juni 1723 in Berlin; † 12. März 1765 in Köln), preußischer Kreisdirektorrat am Niederrhein und in Westfalen, Resident in Köln; verheiratet mit Maria Elisabeth (geb. Heinius) (* 16. November 1736 in Köln; † 6. Februar 1813 in Geldern);
- Georg Christian von Ammon (* 11. August 1725);
- Elisabeth Charlotte Caroline von Ammon (* 25. Oktober 1726; † 18. Oktober 1795), verheiratet in erster Ehe mit Franz von Scheller (1725–1769) und in zweiter Ehe mit dem Reichsgrafen Otto von Schwerin auf Wildenhoff.

Seine Neffen waren die Kriegs- und Domänenräte Johann Georg Ferdinand von Ammon und Johann Georg Heinrich von Ammon.
1770 wohnte er in Berlin in der Mohrenstrasse und 1781 wurde ihm ein Wohnhaus übergeben, dass Friedrich II. in seinen letzten Regierungsjahren für ihn bauen ließ (siehe auch Hotel de Brandebourg).

### Werdegang
Nach einem Studium der Rechtswissenschaften war Christoph Heinrich von Ammon seit dem 13. Dezember 1732 Legationssekretär; von Dezember 1737 bis November 1738 war er als Legationssekretär in Dresden tätig. Seit dem 12. Juni 1740 war er preußischer Resident in Kursachsen und wurde am 23. Januar 1742 als Obergerichtsrat nobilitiert; 1746 war er Gesandter in Haag.
1751 war er Kammerherr und als außerordentlicher Minister in Paris tätig; 1756 hielt er sich als Gesandter am Wiener Hof auf.
1768 veröffentlichte er seine Schrift Généalogie ascendante jusqu’au quatrième degré inclusivement, de tous les rois et princes de maisons souveraines de l’Europe actuellement vivans.
Er war 1770 Rat beim Französischen Obergericht in Berlin.

## Mitgliedschaften
- Von 1742 bis 1744 war Christoph Heinrich von Ammon Mitglied der Freimaurerloge Zu den drei Weltkugeln.[9]

## Schriften (Auswahl)
- Généalogie ascendante jusqu’au quatrième degré inclusivement, de tous les rois et princes de maisons souveraines de l’Europe actuellement vivans. Berlin 1768.